# Президентські вибори у США 2016
Президентські вибори у США 2016 року відбулися у вівторок 8 листопада, і стали 58-ми виборами президента США. Виборці обрали президентських виборників, які, своєю чергою, оберуть нового президента і віцепрезидента США через колегію виборників. Кандидат від Республіканської партії Дональд Трамп отримав 306 голосів колегії при необхідних 270 та став 45-м президентом .
Обмеження термінів президентства, встановлене Двадцять другою поправкою до Конституції США, не дозволяє чинному президентові від Демократичної партії Бараку Обамі бути обраним на третій термін. Припускається, що президент Обама і віцепрезидент Джо Байден відбудуть залишки своїх термінів і в 2016 році вибори визначать 45-го президента і 48-го віцепрезидента Сполучених Штатів.
Серія президентських праймеріз і кокусів відбулася в період з лютого по червень 2016 в шаховому порядку серед 50 штатів, в окрузі Колумбія і на територіях США. Цей процес відомий як непрямі вибори, коли виборці голосують за делегата на з'їзд політичної партії, який потім, своєю чергою, обирає кандидата в президенти від своєї партії. Бізнесмен і телеперсона Дональд Трамп став кандидатом у президенти від Республіканської партії 19 липня 2016 року, після перемоги над сенатором від Техасу Тедом Крузом, губернатором Огайо Джоном Кейсіком, сенатором від Флориди Марко Рубіо і кількома іншими кандидатами на республіканських праймериз. Колишня держсекретар і сенатор від Нью-Йорку Гілларі Клінтон стала кандидатом у президенти від Демократичної партії 26 липня 2016 року, після перемоги над сенатором від Вермонту Берні Сандерсом. Клінтон — перша жінка-кандидат у президенти, висунута великою політичною партією.
Різноманітні кандидати від третіх партій і незалежні кандидати також беруть участь у виборах. Двоє з них здобули право на висування у такій кількості штатів, що математично дає їм шанс перемогти на президентських виборах за ознаками великих національних опитувань: кандидат від  Лібертаріанської партії, колишній губернатор штату Нью-Мексико Гері Джонсон і кандидат від Партії зелених Джилл Стайн; вони обидва були присутніми у великих національних опитуваннях громадської думки. Джонсон і Стайн також висувалися як кандидати в президенти від своєї партій на виборах 2012 року.

## Загальні відомості

Барак Обама, чинний президент, термін повноважень якого завершився в січні 2017 року

Стаття Друга Конституції передбачає, що Президент і Віцепрезидент Сполучених Штатів повинні бути природженими громадянами США, принаймні 35-річного віку, і жити в країні протягом не менш ніж 14-ти років. Кандидати в президенти найчастіше висуваються від однієї з різних політичних партій США, і в цьому випадку кожна зі сторін розробляє метод (наприклад, праймериз), щоб вибрати того, хто, на думку партії, найкраще підходить для висунення на цю посаду. Традиційно, праймериз — це непрямі вибори, в яких виборці голосують за делегата, який зобов'язується підтримати певного кандидата. Члени партії офіційно номінують кандидата для висунення від імені партії. Загальні вибори в листопаді також є непрямими, коли виборці голосують за членів Колегії виборників; ці виборники, своєю чергою, безпосередньо обирають президента і віцепрезидента.
Чинний президент — демократ і колишній сенатор від Іллінойсу Барак Обама — не має права переобиратися на третій термін через обмеження, накладені Двадцять другою поправкою до Конституції; відповідно до розділу 1 Двадцятої поправки, його термін закінчується о 12:00 EST 20 січня 2017 року.

### Президентські вибори 2008
На Президентських виборах 2008 року Обама переміг республіканського сенатора Джона Маккейна з Аризони, отримавши 52.9 % голосів виборців і 68 % голосів виборників. Обама змінив республіканського президента Джорджа Буша, колишнього губернатора штату Техас, що відбув дві президентські каденції. З кінця 2009 року рейтингові компанії, такі як Gallup, реєстрували рейтинг схвалення президента Обами у межах від 40 до 50 відсотків. Аналітики, наприклад Ларрі Сабато (Larry Joseph Sabato), відзначили, що рейтинг схвалення Обами може впливати на кампанію 2016 року, допомагаючи або несучи шкоду кандидату від демократів.

### Проміжні вибори 2010
На проміжних виборах у 2010 році Демократична партія зазнала значних втрат в Конгресі; республіканці отримали 63 місця в Палаті представників (таким чином, взявши під свій контроль Палату) і шість місць у Сенаті, попри збереження демократами абсолютної більшості. У результаті повторного зайняття республіканцями Палати Джон Бейнер став 61-м спікером Палати представників. Це зробило Обаму першим президентом за 16 років, який втратив підтримку Палати представників у першій половині свого першого терміну, на виборах, упродовж яких повільно відновлювалася економіка і зростала популярність руху чаювання.

### Президентські вибори 2012
На виборах 2012 року чинний Президент США Барак Обама переміг колишнього губернатора штату Массачусетс Мітта Ромні, набравши 51.1 % голосів виборців і 332 (61.7 %) з 538 голосів виборників. Тим часом республіканці зберегли більшість місць у Палаті представників, незважаючи на незначні втрати, тоді як демократи збільшили свою більшість у Сенаті.
Розмови про виборчу кампанію–2016 почалася майже відразу після кампанії–2012: журнал «New York Magazine» оголосив про фактичний початок перегонів у статті, опублікованій 8 листопада 2012, через два дні після чергових виборів. Того ж дня у Politico вийшла стаття з передбаченням, що основне змагання 2016 року можуть розгорнутися між Гілларі Клінтон і колишнім губенатором Флориди Джебом Бушем, а Нью-Йорк Таймс випустила статтю, в якій потенційними кандидатами названі губернатор Нью-Джерсі Кріс Крістіта сенатор від того ж штату Корі Букер.

### Проміжні вибори 2014
На проміжних виборах 2014 року явка виборців була найнижчою з 1942 року: проголосували всього 36 % виборців.
Республіканці зберегли контроль над Палатою представників, посиливши свою більшість до рівня, найбільшого з 4 березня 1929, а також отримавши більшість у Сенаті.

## Демократична партія

### Праймериз
Колишня Держсекретар Гілларі Клінтон, яка також раніше працювала в Сенаті та була Першою леді Сполучених Штатів, стала першим демократом, хто формально запустив кампанію із висування на пост президента. Клінтон випустила відеозвернення про це 12 квітня 2015. У той час як Національне опитування громадської думки до президентських праймериз Демократичної партії, проведене 2015 року, показало, що Клінтон є найсильнішим претендентом на номінацію в кандидати від Демократичної партії на вибори–2016, вона стикнулася з проблемами зі сторони незалежного сенатора від Вермонту Берні Сандерса. Сандерс став другим значним кандидатом, коли 30 квітня він зробив офіційну заяву про те, що претендуватиме на номінацію від Демократичної партії. Дані вересневих опитувань показали звуження розриву між Клінтон і Сандерсом. 30 травня 2015 у демократичні перегони третім зі значних політичних діячів увійшов колишній губернатор Меріленду Мартін О'Меллі. Лінкольн Чейфі, колишній губернатор і незалежний сенатор-республіканець з Род-Айленду, висунув свою кандидатуру 3 червня 2015 і став четвертим значним демократом у перегонах. Колишній сенатор від Вірджинії Джим Вебб оголосив про себе як про кандидата 2 липня 2015 і став п'ятим значним претендентом від демократів. Колишній гарвардський професор права Лоуренс Лессіг став шостим і останнім значним претендентом від Демократичної партії, коди висунув свою кандидатуру 6 вересня 2015.
20 жовтня Джим Вебб заявив про свій вихід з демократичних праймериз, і що він вивчає потенційну перспективу незалежного висування. Наступного дня Віцепрезидент Джо Байден вирішив не йти на перегони, поклавши край місяцям спекуляцій, але заявивши: «Незважаючи на те, що я не буду кандидатом, я не буду мовчати». Чафі зняв свою кандидатуру 23 жовтня, заявивши, що він сподівається «покласти край нескінченним війнам і на початок нової ери для Сполучених Штатів і всього людства». Лоуренс Лессіг знявся 2 листопада, не зумівши кваліфікуватися на другий офіційний раунд демократичних дебатів, і цим звузив демократичне поле до Клінтон, О'Меллі, і Сандерса.
1 лютого 2016, у надзвичайно впертій боротьбі, Гілларі Клінтон виграла демократичні кокуси в Айові з 0.2 % переваги. Мартін О'Меллі вийшов з президентських перегонів, не вигравши того дня жодного делегата. Сандерс відігрався на праймериз у Нью-Гемпширі з 60 % голосів. У двох останніх лютневих змаганнях Гілларі Клінтон перемогла з 53 % голосів у Неваді та здобула вирішальну перемогу з 73 % голосів у Південній Кароліні. 1 березня одинадцять штатів брали участь у першому з чотирьох «супервівторкових» праймериз. Клінтон виграла Алабаму, Арканзас, Джорджію, Массачусетс, Теннессі, Техас і Вірджинію, здобувши 504-х делегатів, тоді як Сандерс виграв Колорадо, Міннесоту, Оклахому і свій рідний штат Вермонт, забезпечивши підтримку 340 делегатів. У наступні вихідні Сандерс виграв кокуси в Канзасі, Небрасці та Мені з перевагою в 15-30 процентних пунктів, тоді як Клінтон виграла праймериз Луїзіани з 71 % голосів. 8 березня Сандерс виграв праймериз Мічигану з невеликим відривом у 1.5 % (незважаючи на те, що ніколи не лідирував там раніше), випередивши опитування більш ніж 19 пунктів, тоді як Клінтон виграла праймериз Міссісіпі із 83 % голосів. 15 березня, на другому з чотирьох «супервівторків», Клінтон перемогла на праймериз у Флориді, Іллінойсі, Міссурі, Північній Кароліні й Огайо. У період з 22 березня по 9 квітня 2016 Сандерс виграв шість кокусів у штатах Айдахо, Юта, Аляска, Гаваї, Вашингтон і Вайомінг, а також праймериз Вісконсину, тоді як Клінтон виграла праймериз Аризони. 19 квітня Клінтон виграла праймериз Нью-Йорку з 58 % голосів. 26 квітня, у третьому з чотирьох «супервівторків», що його охрестили «Acela—праймериз», вона виграла змагання в Коннектикуті, Делавері, Меріленді та Пенсільванії, тоді як Сандерс виграв Род-Айленд. Протягом травня Сандерс подарував ще один сюрприз, здобувши перемогу на праймериз Індіани, а також виграв Західну Вірджинію й Орегон, тоді як Клінтон виграла кокуси острову Гуам і праймериз штату Кентуккі.
4-5 червня Клінтон здобула дві перемоги на кокусах Віргінських островів і праймериз Пуерто-Рико. 6 червня 2016 Associated Press і NBC News повідомили, що Клінтон стала гаданим кандидатом після досягнення необхідної кількості делегатів, у тому числі гарантованих (pledged) і "суперделегатів", для того, щоб забезпечити номінацію, ставши першою жінкою, яка коли-небудь висувалася на пост президента Сполучених Штатів від великої політичної партії. 7 червня Клінтон забезпечила більшість гарантованих делегатів після перемоги на праймериз у Каліфорнії, Нью-Джерсі, Нью-Мексико та Південній Дакоті, тоді як Сандерс виграв тільки Монтану й Північну Дакоту. 14 червня Клінтон також виграла остаточні передвибори у Вашингтоні, округ Колумбія. По завершенні цієї стадії виборчого процесу, Клінтон отримала 2204 гарантованих делегатів (54 % від загального числа), здобутих на преймеріз і кокусах, тоді як Сандерс отримав 1847 (46 %). З 714 негарантованих делегатів (або «суперделегатів»), голоси яких розподілялися на Демократичних національних зборах у липні (2016 DNC), Клінтон отримала схвалення 560-ти (78 %), тоді як Сандерс отримав 47 (7 %).
Хоча Сандерс офіційно не вибув з перегонів, 16 червня 2016 він оголосив, що його головною метою в найближчі місяці буде працювати з Клінтон, щоб перемогти Трампа на загальних виборах. 8 липня вибрані особи від штабів Клінтон, Сандерса і Національного комітету Демократичної партії погодили проєкт платформи партії. 12 липня Сандерс офіційно підтримав Клінтон на зібранні в Нью-Гемпширі, куди він з'явився разом із Клінтон. 22 липня, за три дні до початку Демократичних національних зборів, штаб Клінтон оголосив, що напарником Гілларі (кандидатом у віцепрезиденти) став сенатор від Вірджинії Тім Кейн. Клінтон першою жінкою-кандидатом у президенти, висунутою великою політичною партією.

### Кандидати
| Пара Демократичної партії, 2016          |                                            |
| Гілларі Клінтон                          | Тім Кейн                                   |
| у Президенти                             | у Віцепрезиденти                           |
|                                          |                                            |
| 67-ма Державний секретар США (2009—2013) | Сенатор від Вірджинії (2013–до цього часу) |
| Виборча кампанія(англ.)                  |                                            |
|                                          |                                            |
| [ 45 ] [ 46 ] [ 47 ]                     |                                            |

### Інші значні кандидати
У наступних кандидатів часто брали інтерв'ю великі мережі мовлення і кабельні канали новин, а також вони згадувалися в оприлюднених на загал національних опитуваннях. Лессіг був запрошений на один форум, але відмовився від участі після зміни правил, які завадили йому брати участь в офіційно санкціонованих дебатах.
Клінтон отримала 16 849 779 голосів на праймериз.
| Кандидати в цьому розділі відсортовані за датою зняття з праймериз |                                       |                                                      |                                         |                                                    |
| Берні Сандерс                                                      | Мартін О'Меллі                        | Лоуренс Лессіг                                       | Лінкольн Чейфі                          | Джим Вебб                                          |
|                                                                    |                                       |                                                      |                                         |                                                    |
| сенатор від Вермонту (2007–до цього часу)                          | 61-й губернатор Меріленду (2007—2015) | професор Гарвардської школи права (2009—2016)        | 74-й губернатор Род-Айленду (2011—2015) | сенатор від Вірджинії (2007—2013)                  |
| Виборча кампанія(англ.)                                            | Виборча кампанія(англ.)               | Виборча кампанія(англ.)                              | Виборча кампанія(англ.)                 | Виборча кампанія(англ.)                            |
| До 26 липня 2016 13 167 848 голосів на праймериз і 1846 делегатів  | До 1 лютого 2016 110 423 голосів      | До 2 листопада 2015 4 вписаних голоси у Нью-Гемпширі | До 23 жовтня 2015 0 голосів             | До 20 жовтня 2015 2 вписаних голоси у Нью-Гемпширі |
| [ 48 ]                                                             | [ 49 ] [ 50 ]                         | [ 35 ]                                               | [ 51 ]                                  | [ 52 ]                                             |

### Добір кандидата у віцепрезиденти
У квітні 2016 штаб Клінтон склав початковий список з 15-20 осіб, яких розглядали на посаду напарника, хоча Сандерс продовжував змагатися з Гілларі у демократичних праймериз. У середині червня The Wall Street Journal повідомив, що до скороченого списку Клінтон включено члена Палати Представників Хав'єра Бесерра з Каліфорнії, сенатора Корі Букера з Нью-Джерсі, сенатора Шеррода Брауна з Огайо, міністра житлового будівництва і міського розвитку США Хуліана Кастро з Техасу, мера Лос-Анджелеса Еріка Гарсетті з Каліфорнії, сенатора Тіма Кейна з Вірджинії, міністра праці Тома Переса з Меріленду, члена Палати Представників Тіма Раяна з Огайо, і сенатора Елізабет Воррен з Массачусетсу. У наступних повідомленнях ішлося, що Клінтон також розглядає міністра сільського господарства Тома Вілсека, адмірала у відставці Джеймса Ставрідіса та губернатора Колорадо Джона Гікенлупера. Під час обговорення вибору потенційного віцепрезидента, Клінтон заявила, що найбільш важливими атрибутами такого кандидата вона вважає спроможність (ability) і достатній досвід (experience), потрібні для того, щоб негайно виступити в ролі президента.
22 липня Клінтон оголосила, що вона обрала сенатора від Вірджинії Тіма Кейна на роль свого напарника. Делегати Національних зборів Демократичної партії, які пройшли 25-28 липня 2016, офіційно висунули цю пару.

## Республіканська партія

### Праймериз
Загалом сімнадцять основних претендентів розпочали перегони з 23 березня 2015 року, коли перший із них, сенатор Тед Круз, оголосив свою кандидатуру; згодом доєдналися колишній губернатор Флориди Джеб Буш, відставний нейрохірург з Меріленду Бен Карсон, губернатор Нью-Джерсі Кріс Крісті, підприємець з Каліфорнії Карлі Фіоріна, колишній губернатор Вірджинії Джим Гілмор, сенатор від Південної Кароліни Ліндсі Грем, колишній губернатор Арканзасу Майк Гакабі, колишній губернатор Луїзіани Боббі Джиндал, губернатор Огайо Джон Кейсік, колишній губернатор штату Нью-Йорк Джордж Патакі, сенатор від Кентуккі Ренд Пол, колишній губернатор Техасу Рік Перрі, сенатор від Флориди Марко Рубіо, колишній сенатор від Пенсільванії Рік Санторум, нью-йоркський бізнесмен Дональд Трамп і губернатор Вісконсину Скотт Вокер. Це було найбільше поле президентських праймериз серез усіх політичних партій в американській історії.
Вже до кокусів в Айові 1 лютого 2016 Перрі, Вокер, Джиндал, Грем і Патакі вийшли через низькі показники підтримки в опитуваннях. Незважаючи на численні опитування, проведені в Айові, Трамп посів друге місце після Круза, після чого Гакабі, Пол і Санторум вийшли через невдалі результати на виборчих дільницях. Після впевненої перемоги Трампа на праймериз у Нью-Гемпширі, Крісті, Фіоріна і Гілмор відмовилися від перегонів. Буш пішов їхніми стопами після того, як посів четверте місце після Трампа, Рубіо і Круза в Південній Кароліні. 1 березня 2016, у перший з чотирьох «супервівторкових» праймериз, Рубіо виграв своє перше змагання у штаті Міннесота, Круз виграв Аляску, Оклахому і його домашній Техас, а Трамп виграв інші сім штатів, які голосували. Бувши не в змозі тягатися з ними, Карсон полишив свою кампанію декілька днів потому. 15 березня 2016, у другий «супервівторок» з чотирьох, Кейсік виграв своє єдине змагання в рідному штаті Огайо, а Трамп виграв п'ять праймериз — в тому числі Флориду. Рубіо полишив свою кампанію після програшу свого домашнього штату, але утримав більшу частину своїх делегатів на національному з'їзді, яких він передав Трампу.
У період з 16 березня по 3 травня 2016 лише три кандидати залишалися в перегонах: Трамп, Круз і Кейсік. Круз виграв більшість делегатів у чотирьох змаганнях на Заході країни і в штаті Вісконсин, зберігаючи цілком вірогідну можливість не допустити номінації Трампа на першому голосуванні партії (для чого потрібна більшість у 1237 делегатів). Згодом Трамп довершив своє лідерство лавиноподібними перемогами в Нью-Йорку та п'ятьох північно-східних штатах у квітні, забронювавши всіх 57 делегатів на праймериз Індіани 3 травня 2016. Тим самим Трамп не залишив Крузу і Кейсіку жодних шансів позмагатися на національному з'їзді, і вони обидва полишили свої кампанії. Трамп залишився єдиним активним кандидатом і був оголошений гаданим кандидатом від республіканців головою Республіканського національного комітету Райнсом Прібусом увечері 3 травня 2016.
Це перші вибори після 1944 року, в яких обидва кандидати від основних партій були з одного штату. В обох випадках, вони були з Нью-Йорка.

### Кандидати
| Пара Республіканської партії, 2016                   |                                              |
| Дональд Трамп                                        | Майк Пенс                                    |
| у Президенти                                         | у Віцепрезиденти                             |
|                                                      |                                              |
| Очільник The Trump Organization (1971–до цього часу) | 50-й губернатор Індіани (2013–до цього часу) |
| Виборча кампанія(англ.)                              |                                              |
|                                                      |                                              |
| [ 63 ] [ 64 ] [ 65 ]                                 |                                              |

### Інші значні кандидати
Значні кандидати визначалися різними засобами масової інформації на основі загального консенсусу. Наступних кандидатів запросили на санкціоновані теледебати, керуючись їх рівнем підтримки за даними опитувань.
Трамп загалом отримав 14 010 177 голосів на праймериз. Він, Круз, Рубіо і Кейсік виграли, принаймні, по одному праймериз кожен.
| Кандидати в цьому розділі відсортовані за датою зняття з праймериз |                                         |                                          |                                                                                    |                                                     |                                       |                                                 |                                                 |
| Джон Кейсік                                                        | Тед Круз                                | Марко Рубіо                              | Бен Карсон                                                                         | Джеб Буш                                            | Джим Гілмор                           | Карлі Фіоріна                                   | Кріс Крісті                                     |
|                                                                    |                                         |                                          |                                                                                    |                                                     |                                       |                                                 |                                                 |
| 69-й губернатор Огайо (2011–до цього часу)                         | сенатор від Техасу (2013–до цього часу) | сенатор від Флориди (2011–до цього часу) | директор клініки дитячої хірургії в Госпіталі Джона Гопкінса, Балтимор (1984—2013) | 43-й губернатор Флориди (1999—2007)                 | 68-й губернатор Вірджинії (1998—2002) | CEO Hewlett-Packard (1999—2005)                 | 55-й губернатор Нью-Джерсі (2010–до цього часу) |
| Виборча кампанія(англ.)                                            | Виборча кампанія(англ.)                 | Виборча кампанія(англ.)                  | Виборча кампанія(англ.)                                                            | Виборча кампанія(англ.)                             | Виборча кампанія                      | Виборча кампанія(англ.)                         | Виборча кампанія(англ.)                         |
| До 4 травня 4 287 479 голосів                                      | До 3 травня 7 811 110 голосів           | До 15 березня 3 514 124 голоси           | До 4 березня 857 009 голосів                                                       | До 20 лютого 286 634 голоси                         | До 12 лютого 18 364 голоси            | До 10 лютого 40 577 голосів                     | До 10 лютого 57 634 голоси                      |
| [ 66 ]                                                             | [ 67 ] [ 68 ] [ 69 ]                    | [ 70 ] [ 71 ] [ 72 ]                     | [ 73 ] [ 74 ] [ 75 ]                                                               | [ 76 ] [ 77 ]                                       | [ 78 ] [ 79 ]                         | [ 80 ] [ 81 ]                                   | [ 82 ] [ 83 ]                                   |
| Ренд Пол                                                           | Рік Санторум                            | Майк Гакабі                              | Джордж Патакі                                                                      | Ліндсі Грем                                         | Боббі Джиндал                         | Скотт Вокер                                     | Рік Перрі                                       |
|                                                                    |                                         |                                          |                                                                                    |                                                     |                                       |                                                 |                                                 |
| сенатор від Кентуккі (2011–до цього часу)                          | сенатор від Пенсільванії (1995—2007)    | 44-й губернатор Арканзасу (1996—2007)    | 53-й губернатор штату Нью-Йорк (1995—2006)                                         | сенатор від Південної Кароліни (2003–до цього часу) | 55-й губернатор Луїзіани (2008—2016)  | 45-й губернатор Вісконсину (2011–до цього часу) | 47-й губернатор Техасу (2000—2015)              |
| Виборча кампанія(англ.)                                            | Виборча кампанія(англ.)                 | Виборча кампанія(англ.)                  | Виборча кампанія                                                                   | Виборча кампанія(англ.)                             | Виборча кампанія(англ.)               | Виборча кампанія                                | Виборча кампанія(англ.)                         |
| До 3 лютого 66 781 голос                                           | До 3 лютого 16 622 голоси               | До 1 лютого 51 436 голосів               | До 29 грудня 2015 2036 голосів                                                     | До 21 грудня 2015 5666 голосів                      | До 17 листопада 2015 222 голоси       | До 21 вересня 2015 0 голосів                    | До 11 вересня 2015 0 голосів                    |
| [ 84 ] [ 85 ] [ 86 ]                                               | [ 87 ] [ 88 ]                           | [ 89 ] [ 90 ]                            | [ 91 ]                                                                             | [ 92 ] [ 93 ]                                       | [ 94 ] [ 95 ]                         | [ 96 ] [ 97 ]                                   | [ 98 ] [ 99 ]                                   |

### Добір кандидата у віцепрезиденти
Дональд Трамп зосередив увагу на виборі політичного партнера потому, як 4 травня 2016 він став гаданим кандидатом. У середині червня Елі Стоколс і Бьорджесс Еверетт з Politico повідомили, що штаб Трампа розглядає губернатора Нью-Джерсі Кріса Крісті, колишнього спікера Палати представників Ньюта Гінгріча з Джорджії, сенатора від Алабами Джеффа Сешнса та губернатора Оклахоми Мері Феллін. У доповідь Washington Post від 30 червня також включені сенатори Боб Коркер (Теннессі), Річард Берр (Північна Кароліна), Том Коттон (Арканзас), Джоні Ернст (Айова), і губернатор Індіани Майк Пенс. Їх кандидатури, як зазначалося, на той час розглядалися у пару з Дональдом. Трамп, крім того, заявив, що він розглядає на посаду двох військових генералів, у тому числі генерал-лейтенанта у відставці Майкла Флінна.
У липні 2016 року було повідомлено про те, що Трамп звузив список можливих кандидатів на пост віцепрезидента до трьох: Крісті, Гінгріча і Пенса.
14 липня 2016 кілька великих ЗМІ повідомили, що Трамп вибрав Пенса як свого напарника. Дональд підтвердив ці повідомлення у Twitter 15 липня 2016 й офіційно зробив заяву наступного дня в Нью-Йорку. 19 липня, на другий вечір Національних республіканських зборів, Пенс виграв республіканську віцепрезидентську номінацію шляхом акламації.

## Основні треті партії
Партії, перелічені в цьому розділі, отримали право на висування в достатній кількості штатів, щоб теоретично отримати мінімальну кількість голосів виборників (270 з 538), необхідних для перемоги на виборах. Особи, включені до цього розділу, отримали президентську номінацію від третьої партії, чи офіційно балотуються як незалежні кандидати. Усередині кожної партії кандидати перераховані в алфавітному (англ.) порядку за прізвищем.

### Лібертаріанська партія
Отримано доступ до всіх 538-ми голосів виборників.

#### Кандидати
| Пара Лібертаріанської партії, 2016      |                                          |
| Гері Джонсон                            | Вільям Велд                              |
| у Президенти                            | у Віцепрезиденти                         |
|                                         |                                          |
| 29-й губернатор Нью-Мексико (1995—2003) | 68-й губернатор Массачусетсу (1991—1997) |
| Виборча кампанія(англ.)                 |                                          |
|                                         |                                          |
| [ 112 ] [ 113 ]                         |                                          |

### Партія зелених

Право на висування від Партії зелених
Висунули кандидата
Вписали кандидата від цієї партії
Поданий позов
Не висунули кандидата

Отримано доступ до 480 (разом з уписаними — 522) голосів виборників
- Вписані голоси у штатах: Джорджія, Індіана, Північна Кароліна[114][116]
- Поданий позов з приводу доступу до висунення: Оклахома[117]
- Штати без права висунення кандидата: Невада, Південна Дакота[118][114].

#### Кандидати
| Пара Партії зелених, 2016              |                                        |
| Джилл Стайн                            | Аджаму Барака                          |
| у Президенти                           | у Віцепрезиденти                       |
|                                        |                                        |
| Лікар із Лексингтону, штат Массачусетс | Активіст із Вашингтону, округ Колумбія |
| Виборча кампанія(англ.)                |                                        |
|                                        |                                        |
| [ 119 ] [ 120 ]                        |                                        |

### Конституційна партія

Право на висування від Конституційної партії
Висунули кандидата
Вписали кандидата від цієї партії
Не висунули

Отримано доступ до 202 (разом з уписаними — 329) голосів виборників
- Вписані голоси у штатах: Алабама, Делавер, Джорджія, Індіана, Мен, Меріленд, Нью-Гемпшир, Огайо, Орегон, Род-Айленд, штат Техас, Вермонт[121][123][124]
- Очікується, що впишуть голоси: Аризона, Каліфорнія, Коннектикут, Іллінойс, Канзас, Кентуккі, Массачусетс, Монтана, Небраска, Нью-Йорк, Північна Кароліна, Теннессі, Вірджинія[121]
- Поданий позов з приводу доступу до висунення: Західна Вірджинія[125][126]
- Штати без права висунення: Оклахома[121]

#### Кандидати
| Пара Конституційної партії, 2016  |                  |
| Даррелл Касл                      | Скотт Бредлі     |
| у Президенти                      | у Віцепрезиденти |
|                                   |                  |
| Адвокат із Мемфісу, штат Теннессі | Бізнесмен із Юти |
| Виборча кампанія(англ.)           |                  |
| [ 127 ]                           |                  |

## Інші треті партії та незалежні кандидати
Партії та кандидати в цьому розділі досягли права на висування в одному або декількох штатах, але не отримали доступ до мінімального числа голосів, теоретично необхідних для перемоги на виборах. Якщо не вказано інше, особи, включені до цього розділу, отримали президентську номінацію від малої партії, чи офіційно запустили кампанію як незалежні кандидати.
| Партія | Кандидат у Президенти                                                                                    | Кандидат у Віцепрезиденти                                                                           | Виборники (вписані голоси) | Штати, які дали доступ до висунення (вписані голоси) |
| --- | --- | --------------------------------------------------------------------------------------------------- | -------------------------- | --- |
| Незалежні Американська партія Дельта (American Delta Party) Партія реформ (Reform Party of the United States of America)                                                                         | Рокі де ла Фуенте (Rocky De La Fuente) Бізнесмен з Сан-Дієго, Каліфорнія                                 | Майкл Стейнберг (Michael Steinberg) Юрист з Флориди                                                 | 147 (176)                  | Аляска, Колорадо, Флорида, Айдахо, Айова, Кентуккі, Міннесота, Міссісіпі, Монтана, Невада, Нью-Гемпшир, Нью-Джерсі, Нью-Мексико, Північна Дакота, Род-Айленд, штат Теннессі, Юта, Вермонт, Вісконсин, Вайомінг (Алабама, Пенсильванія)                             |
| Партія за соціалізм і звільнення (Party for Socialism and Liberation) Партія миру і свободи (Peace and Freedom) Партія «Союз Свободи» (Liberty Union Party)                                      | Глорія ла Ріва (Gloria La Riva) Видавець газет, активіст із Каліфорнії                                   | Євген Пур'єр (Eugene Puryear) Активіст із Вашингтону                                                | 112 (157)                  | Каліфорнія, Колорадо, Айова, Луїзіана, Нью-Джерсі, Нью-Мексико, Вермонт, Вашингтон (Алабама, Делавер, Нью-Гемпшир, Пенсильванія, Род-Айленд, Західна Вірджинія) |
| Незалежні «Краще для Америки» (Better for America) Партія незалежності Міннесоти (Independence Party of Minnesota) Партія незалежності Південної Кароліни (Independence Party of South Carolina) | Івен Макмюллін (Evan McMullin) з Юти                                                                     | Натан Джонсон (Nathan Johnson) з Каліфорнії                                                         | 86 (246)                   | Арканзас, Колорадо, Айдахо, Айова, Кентуккі, Луїзіана, Міннесота, Нью-Мексико, Південна Кароліна, Юта, Вірджинія (Алабама, Делавер, Джорджія, Мен, Меріленд, Нью-Гемпшир, Нью-Джерсі, Огайо, Орегон, Пенсильванія, Род-Айленд, Теннессі, Техас, Вермонт, Вайомінг) |
| Соціалістична робітнича партія (Socialist Workers Party) | Елісон Кеннеді (Alyson Kennedy) шахтар і робітничий лідер з Іллінойсу                                    | Осборн Гарт (Osborne Hart) з Пенсільванії                                                           | 70 (124)                   | Колорадо, Луїзіана, Міннесота, Нью-Джерсі, Теннессі, Юта, Вашингтон (Алабама, Айова, Нью-Гемпшир, Пенсильванія, Род-Айленд, Вермонт) |
| Світова робітнича партія (Workers World Party) | Моніка Мургед (Monica Moorehead) постійний кандидат і політичний активіст з Алабами                      | Ламонт Ліллі з Північної Кароліни                                                                   | 30 (130)                   | Нью-Джерсі, Юта, Вісконсин (Алабама, Індіана, Айова, Нью-Гемпшир, Пенсильванія, Род-Айленд, Техас, Вермонт, Західна Вірджинія) |
| Соціалістична партія США Партія природного права (Natural Law Party) | Мімі Солтисік (Mimi Soltysik) колишній співголова Соціалістичної партії США з Каліфорнії                 | Анджела Вокер (Angela Walker) з Вісконсину                                                          | 25 (140)                   | Колорадо, Мічиган (Алабама, Індіана, Айова, Нью-Гемпшир, Нью-Джерсі, Пенсильванія, Род-Айленд, Техас, Юта, Вермонт) |
| Партія Америки (America's Party) | Том Хефлінг (Tom Hoefling) активіст із Айови                                                             | Стів Шулін (Steve Schulin) з Південної Кароліни                                                     | 23 (154)                   | Арканзас, Колорадо, Луїзіана (Алабама, Джорджія, Індіана, Айова, Нью-Гемпшир, Нью-Джерсі, Пенсильванія, Род-Айленд, Техас, Юта, Вермонт) |
| Партія Сухого закону (Prohibition Party) | Джеймс Геджс (James Hedges) колишній податковий чиновник містечка Томпсон, графство Фултон, Пенсільванія | Білл Баєс (Bill Bayes) з Міссісіпі                                                                  | 21 (96)                    | Арканзас, Колорадо, Міссісіпі (Алабама, Айова, Меріленд, Нью-Гемпшир, Нью-Джерсі, Пенсильванія, Род-Айленд, Вермонт, Західна Вірджинія) |
| Незалежні | Майк Сміт (Mike Smith) Юрист, Колорадо                                                                   | Денієл Вайт (Daniel White)                                                                          | 20 (102)                   | Колорадо, Теннессі (Алабама, Джорджія, Айова, Нью-Гемпшир, Нью-Джерсі, Пенсильванія, Род-Айленд, Юта, Вермонт) |
| Незалежні | Річард Дункан (Richard Duncan) з Огайо                                                                   | Ріккі Джонсон (Ricky Johnson)                                                                       | 18 (136)                   | Огайо (Алабама, Делавер, Флорида, Індіана, Айова, Меріленд, Нью-Гемпшир, Нью-Джерсі, Пенсильванія, Род-Айленд, Вермонт, Західна Вірджинія) |
| Незалежні | Лоуренс Котлікофф (Laurence Kotlikoff) Професор економіки Бостонського університету, Массачусетс         | Едвард Е. Лімер (Edward E. Leamer) Професор економіки Каліфорнійського університету в Лос-Анджелесі | 17 (192)                   | Колорадо, Луїзіана (Алабама, Флорида, Джорджія, Індіана, Айова, Меріленд, Нью-Гемпшир, Нью-Джерсі, Пенсильванія, Род-Айленд, Техас, Юта, Вермонт, Західна Вірджинія)                                                                                               |
| Партія ветеранів Америки (Veterans Party of America) | Кріс Кеністон (Chris Keniston) інженер з Техасу                                                          | Дікон Тейлор (Deacon Taylor) з Невади                                                               | 17 (77)                    | Колорадо, Луїзіана (Алабама, Айова, Нью-Гемпшир, Нью-Джерсі, Пенсильванія, Род-Айленд, Вермонт) |
| Партія за негайну легалізацію марихуани (Legal Marijuana Now Party) | Ден Вацек (Dan Vacek) з Міннесоти                                                                        | Марк Елворт (Mark Elworth Jr.) з Небраски                                                           | 16 (70)                    | Айова, Міннесота (Алабама, Нью-Гемпшир, Нью-Джерсі, Пенсильванія, Род-Айленд, Вермонт) |
| Незалежні | Лінн Кан (Lynn Kahn) Доктор клінічної психології з Меріленду                                             | Кетлін Монахан з Флориди                                                                            | 12 (71)                    | Арканзас, Айова (Алабама, Нью-Гемпшир, Нью-Джерсі, Пенсильванія, Род-Айленд, Вермонт, Західна Вірджинія) |
| Американська партія солідарності (American Solidarity Party) | Майк Матюрен (Mike Maturen) спеціаліст із продажів і чарівник з Мічигану                                 | Хуан Муньйос (Juan Muñoz) із Техасу                                                                 | 9 (135)                    | Колорадо (Алабама, Джорджія, Айова, Меріленд, Нью-Гемпшир, Нью-Джерсі, Пенсильванія, Род-Айленд, штат Техас, Вермонт) |
| Незалежні | Джозеф Аллен Мальдонадо (Joseph Allen Maldonado) з Оклахоми                                              | Дуглас К. Терранова (Douglas K. Terranova)                                                          | 9 (98)                     | Колорадо (Алабама, Делавер, Індіана, Айова, Меріленд, Нью-Гемпшир, Нью-Джерсі, Пенсильванія, Род-Айленд, Вермонт, Західна Вірджинія) |
| Незалежні | Райан Алан Скотт (Ryan Alan Scott)                                                                       | Брюс Кендалл Барнард (Bruce Kendall Barnard)                                                        | 9 (69)                     | Колорадо (Алабама, Айова, Нью-Гемпшир, Нью-Джерсі, Пенсильванія, Род-Айленд, Вермонт) |
| Партія ствердженого голосування (Approval Voting Party) | Френк Етвуд (Frank Atwood) з Колорадо                                                                    | Блейк Губер (Blake Huber) з Колорадо                                                                | 9 (69)                     | Колорадо (Алабама, Айова, Нью-Гемпшир, Нью-Джерсі, Пенсильванія, Род-Айленд, Вермонт) |
| Незалежна американська партія (Independent American Party) | Кайл Кенлі Копітке (Kyle Kenle Kopitke) з Мічигану                                                       | Натан Р. Соренсон (Narthan R. Sorenson)                                                             | 9 (69)                     | Колорадо (Алабама, Айова, Нью-Гемпшир, Нью-Джерсі, Пенсильванія, Род-Айленд, Вермонт) |
| Партія харчування (Nutrition Party) | Род Сільва (Rod Silva) ресторатор з Нью-Джерсі                                                           | Річард Сільва (Richard Silva)                                                                       | 9 (69)                     | Колорадо (Алабама, Айова, Нью-Гемпшир, Нью-Джерсі, Пенсильванія, Род-Айленд, Вермонт) |
| Партія пацифістів США (United States Pacifist Party) | Бредфорд Літтл (Bradford Lyttle) антивоєнний активіст із Іллінойсу                                       | Ганна Волш (Hannah Walsh)                                                                           | 9 (69)                     | Колорадо (Алабама, Айова, Нью-Гемпшир, Нью-Джерсі, Пенсильванія, Род-Айленд, Вермонт) |
| Американська партія (Південна Кароліна) (American Party of South Carolina) | Пітер Ск'ювс (Peter Skewes) професор зоології університету Клемсон, Південна Кароліна                    | неоголошений                                                                                        | 9 (69)                     | Південна Кароліна (Алабама, Айова, Нью-Гемпшир, Нью-Джерсі, Пенсильванія, Род-Айленд, Вермонт) |
| Незалежні | Прінцесс Хадіджа Джейкоб-Фамбро (Princess Khadijah Jacob-Fambro) з Каліфорнії                            | Мілтон Фамбро (Milton Fambro) з Каліфорнії                                                          | 8 (68)                     | Луїзіана (Алабама, Айова, Нью-Гемпшир, Нью-Джерсі, Пенсильванія, Род-Айленд, Вермонт) |
| Соціалістична партія рівності (Socialist Equality Party) | Джеррі Вайт (Jerry White) антивоєнний активіст із Мічигану                                               | Нільс Німут (Niles Niemuth) журналіст із Вісконсину                                                 | 8 (68)                     | Луїзіана (Алабама, Айова, Нью-Гемпшир, Нью-Джерсі, Пенсильванія, Род-Айленд, Вермонт) |
| Партія незалежності Америки (Independent American Party) | Рокі Джордані (Rocky Giordani) з Каліфорнії                                                              | Ферлі Андерсон (Farley Anderson) активіст із Юти                                                    | 6 (66)                     | Юта (Алабама, Айова, Нью-Гемпшир, Нью-Джерсі, Пенсильванія, Род-Айленд, Вермонт) |
| Конституційна партія Айдахо (Constitution Party of Idaho) | Скотт Коупленд (Scott Copeland) з Айдахо                                                                 | Дж. Р. Майерс (J.R. Meyers)                                                                         | 4 (64)                     | Айдахо (Алабама, Айова, Нью-Гемпшир, Нью-Джерсі, Пенсильванія, Род-Айленд, Вермонт) |

## Штати, що вагаються

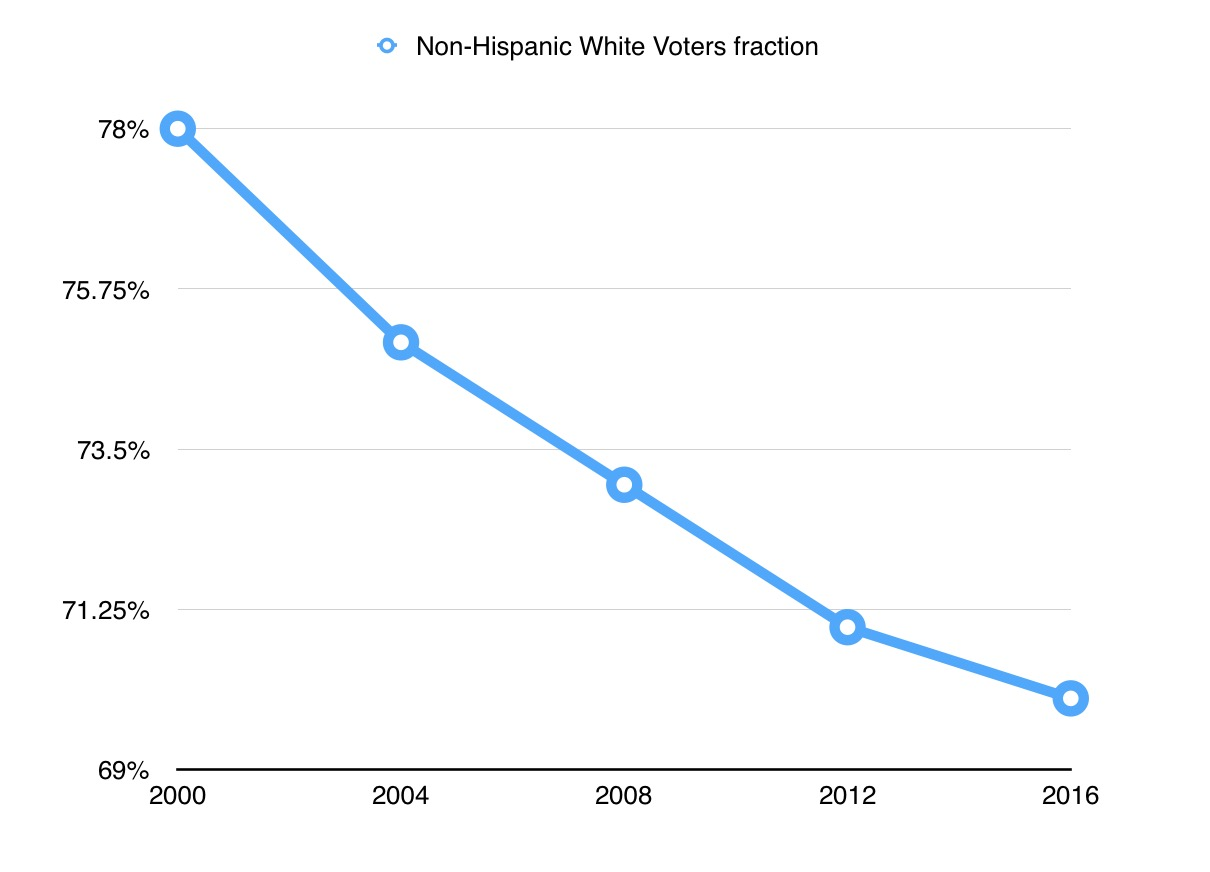
Частка виборників на президентських виборах у США, які не належать до расових або етнічних меншин. Період вибірки — з 2000 до 2012 року, з прогнозованими даними 2016 року

Президентські кампанії у США зосереджують свої ресурси на відносно невеликому числі конкурентоспроможних штатів, які називаються такими, що вагаються, або полями битви (англ. swing state, battleground state). Потенційними полями битви цих виборів можуть стати штати Флорида, Пенсильванія, Мічиган, Огайо, Північна Кароліна, Колорадо, Вірджинія, Вісконсин, Невада, Айова і Нью-Гемпшир. Флорида є найбільшим штатом, що вагається, і щоразу з 1992 року його виграє абсолютний переможець виборів. Огайо є ще одним штатом, що вагається, і з 1960 року він постійно слугує провідником трендів на виборах президента. Штат може ставати конкурентоспроможним час від часу, в залежності від коливань громадської думки.
Спільна думка щодо зазначеного вище сформувалася, коли сезон праймериз досягнув штатів, що вагаються. На неї вплинули зокрема політичні оглядачі Ларрі Сабато і Нейт Сільвер. Аналіз результатів президентських виборів з 2004 по 2012 роки дав основу для узагальненого висновку про те, що Демократична і Республіканська партії розпочнуть із початкового рахунку 191:191 (за голосами виборників від "своїх" штатів). Результати попередніх виборів є недостатнім підґрунтям для впевненості у тому, які штати будуть вагатися цього разу, до того ж і місцеві фактори можуть набрати значення. Традиційно ліві штати «іржавого поясу» можуть стати більш консервативними, оскільки Трамп звертається, в основному, до «синіх комірців». Останні становлять значну частину американського населення і вони ж були основним фактором в остаточному вирішенні питання про висунення Трампа. Переважно, його кампанія просувалася перемогами в «демократичних» штатах, при чому прихильники Дональда зазвичай не ідентифікують себе як республіканці.
У штатах Мен і Небраска голоси двох виборників відходять до того, хто отримав найбільшу підтримку за результатами прямого голосування, а переможець кожного виборчого округу отримує один виборчий голос. У всіх інших штатах кандидат, що набрав найвищий відсоток голосів на прямих виборах, нагороджується всіма голосами виборників того штату. За повідомленнями ЗМІ, обидва кандидати планують зосередитися на Флориді, Пенсильванії, Вісконсині, Огайо і Північній Кароліні.
Серед штатів, що традиційно прихильні до республіканців, потенційні цілі Демократичної партії включають II виборчий округ Небраски, Міссурі, Індіану, Джорджію, Аризону. Відносно невисокі результати опитувань на підтримку Трампа в деяких традиційно республіканських штатах, таких як Юта, підвищили ймовірність того, що вони проголосують за Клінтон, незважаючи на те, що останнім часом республіканські кандидати здобували там легкі перемоги. З іншого боку, численні аналітики стверджують, що Юта не є життєздатною ціллю демократів.
Сайти і приватні особи публікують передвиборчі прогнози. Вони зазвичай оцінюють ймовірність виграшу того чи іншого штату однією з двох основних партій. У таблиці, поданій нижче, рейтинги штатів класифіковані за даними авторитетних політичних доповідей.
Умовні позначення:

  R — Республіканська партія

  D — Демократична партія

  Tossup — жодна з партій не має переваги у цьому штаті

  Favored — (партія) є фаворитом

  Lean — (партія) має невелику перевагу

  Likely — (партія) має виражену перевагу

  Safe — (партія) значною мірою може розраховувати на перемогу

  Solid — (партія) має тверду підтримку

  Tilt — перевага схиляється до (партії).
| State                      | Голоси виборників | Результат виборів 2012 | Cook PVI | Cook 15 серпня 2016 | RCP 15 вересня 2016 | Roth. 16 вересня 2016 | Sabato 19 вересня 2016 | Останнє коливання |
| -------------------------- | ----------------- | ---------------------- | -------- | ------------------- | ------------------- | --------------------- | ---------------------- | ----------------- |
| Аризона                    | 11                | 9.1 R                  | R+7      | Lean R              | Tossup              | Lean R                | Lean R                 | 1996              |
| Колорадо                   | 9                 | 5.4 D                  | D+1      | Likely D            | Tossup              | Lean D                | Lean D                 | 2004              |
| Флорида                    | 29                | 0.9 D                  | R+2      | Tossup              | Tossup              | Tossup                | Tossup                 | 2004              |
| Джорджія                   | 16                | 7.8 R                  | R+6      | Lean R              | Tossup              | Lean R                | Lean R                 | 1992              |
| Iowa                       | 6                 | 5.8 D                  | D+1      | Tossup              | Tossup              | Tilt D                | Lean R                 | 2004              |
| ІІ виборчий округ Мену     | 1                 | 8.6 D                  | D+2      | Tossup              | Tossup              | Н/д                   | Lean R                 | 1988              |
| Мічиган                    | 16                | 9.5 D                  | D+4      | Lean D              | Tossup              | D Favored             | Lean D                 | 1988              |
| ІІ виборчий округ Небраски | 1                 | 7.2 R                  | R+4      | Tossup              | Lean R              | Н/д                   | Tossup                 | 2008              |
| Невада                     | 6                 | 6.7 D                  | D+2      | Tossup              | Tossup              | Tilt D                | Tossup                 | 2004              |
| Нью-Гемпшир                | 4                 | 5.6 D                  | D+1      | Lean D              | Tossup              | Lean D                | Lean D                 | 2000              |
| Північна Кароліна          | 15                | 2.0 R                  | R+3      | Tossup              | Tossup              | Tossup                | Tossup                 | 2008              |
| Огайо                      | 18                | 3.0 D                  | R+1      | Tossup              | Tossup              | Tossup                | Lean R                 | 2004              |
| Пенсільванія               | 20                | 5.4 D                  | D+1      | Lean D              | Tossup              | Lean D                | Lean D                 | 1988              |
| Вірджинія                  | 13                | 3.9 D                  | Even     | Likely D            | Tossup              | Lean D                | Lean D                 | 2004              |
| Вісконсин                  | 10                | 6.9 D                  | D+2      | Lean D              | Tossup              | Tilt D                | Lean D                 | 1984              |

## Партійні з'їзди
Конституційна партія
- 13–16 квітня 2016 відбувся з'їзд Конституційної партії, що відбудеться в Солт-Лейк-Сіті, Юта[199].

Лібертаріанська партія
- 26–30 травня 2016 відбувся з'їзд Лібертаріанської партії в Орландо, Флорида[200][201].

Республіканська партія
- 18–21 липня 2016 відбувся з'їзд Республіканської партії у Клівленді, штат Огайо[202][203].

Демократична партія
- 25–28 липня 2016 відбувся з'їзд Демократичної партії у Філадельфії, штат Пенсильванія[204].

Партія зелених
- 4–7 серпня 2016 відбувся з'їзд Партії зелених у Х'юстоні, Техас[205][206].

## Фінансування виборчих кампаній
Це огляд коштів, використовуваних штабами кандидатів, у відповідності до того, як вони інформували Федеральну виборчу комісію (FEC) станом на липень 2016. Категорія «Зовнішні кошти» включає незалежне фінансування, акумульоване комітетами політичної дії (PACs, SuperPACs). Заборгованість штабу кампанії показана червоним кольором, якщо він є неплатоспроможним. Джерелом всіх чисел є американський Центр відповідальної політики (CRP). Деякі підсумкові витрати є недоступними до дедлайну FEC. Станом на кінець липня 2016 загалом вісім кандидатів з правом на висування подали до FEC відомості щодо збору коштів на їх кампанії.
|                   | Штаб кампанії (на 31 липня) | Штаб кампанії (на 31 липня) | Штаб кампанії (на 31 липня) | Штаб кампанії (на 31 липня) | Зовнішні кошти (на 12 вересня) | Зовнішні кошти (на 12 вересня) | Зовнішні кошти (на 12 вересня) | Загальні витрати |
| Отримано          | Витрачено                   | Готівкою                    | Заборгованість              | Отримано                    | Витрачено                      | Готівкою                       |                                | Загальні витрати |
| ----------------- | --------------------------- | --------------------------- | --------------------------- | --------------------------- | ------------------------------ | ------------------------------ | ------------------------------ | ---------------- |
| Гілларі Клінтон   | $315 353 001                | $256 881 068                | $58 471 932                 | $501 263                    | $120 108 804                   | $81 815 823                    | $38 292 980                    | $338 696 891     |
| Дональд Трамп     | $125 220 911                | $86 778 265                 | $38 442 646                 | $0                          | $35 347 440                    | $24 386 344                    | $10 961 096                    | $111 164 609     |
| Рокі де ла Фуенте | $6 707 521                  | $6 688 243                  | $19 278                     | $6 690 522                  | $0                             | $0                             | $0                             | $6 688 243       |
| Гері Джонсон      | $2 953 292                  | $1 747 937                  | $1 205 355                  | $0                          | $0                             | $0                             | $0                             | $1 747 937       |
| Джилл Стайн       | $1 876 899                  | $1 454 173                  | $422 726                    | $40 000                     | $0                             | $0                             | $0                             | $1 454 173       |
| Даррелл Касл      | $10 289                     | $7313                       | $2976                       | $2500                       | $0                             | $0                             | $0                             | $7313            |
| Глорія Ла Ріва    | $25 234                     | $10 092                     | $15 140                     | $0                          | $0                             | $0                             | $0                             | $10 092          |
| Пітер Ск'ювс      | $6994                       | $3399                       | $7189                       | $8000                       | $0                             | $0                             | $0                             | $3399            |

## Дебати

### Дебати під час прямих виборів
Комісія з президентських дебатів (CPD), некомерційна організація, планує провести дебати між офіційно висунутими кандидатами у президенти та кандидатами у віцепрезиденти. За даними сайту комісії, для того, щоб мати право на участь в очікуваних дебатах, «крім того, щоб відповідати вимогам згідно з Конституцією, кандидати повинні набрати достатню кількість підтримки у штатах, щоб мати математичні шанси на перемогу більшістю голосів у колегії виборників, і повинні мати рівень підтримки щонайменше 15 відсотків національного електорату, що визначається п'ятьма відібраними загальнодержавними установами дослідження громадської думки, які використовують результати недавно проведених і публічно оприлюднених досліджень».
23 вересня 2015 були оголошені три місця, які прийматимуть президентські дебати, та одне місце, обране для проведення віцепрезидентських дебатів. Місце перших дебатів спочатку було визначене у Державному університеті Райта у Дейтоні, Огайо; проте, у зв'язку з ростом витрат і безпекових проблем, захід був перенесений до Університету Гофстра в Гемпстеді, штат Нью-Йорк.
19 серпня керівник штабу Трампа підтвердив, що він братиме участь у серії з трьох дебатів. Трамп поскаржився, що два з запланованих дебатів, один на 26 вересня, а інший на 9 жовтня, повинні будуть конкурувати за телеглядача з грою Національної футбольної ліги, посилаючись на аналогічні скарги, подані зі сторони Демократичної партії щодо дат із низькими очікуваними телерейтингами.
Фонд вільних і рівних виборів планує провести відкриті дебати серед усіх кандидатів у президенти, які мають право на висування, достатнє для отримання більшості голосів виборців. Вони будуть проходити в Університеті Колорадо Боулдер 25 жовтня 2016 року. Станом на травень 2016 взяти участь були запрошені кандидати від Демократичної, Республіканської, Лібертаріанської і Зеленої партій.
| П1                                                     | 26 вересня 2016 | 9:00 ET  | Університет Гофстра                 | Гемпстед, штат Нью-Йорк | Лестер Голт                 | Гілларі Клінтон Дональд Трамп |
| ВП                                                     | 4 жовтня 2016   | TBA      | Університет Лонгвуд                 | Фармвіль, Вірджинія     | Елейн Квіджано              | Тім Кейн Майк Пенс            |
| П2                                                     | 9 жовтня 2016   | TBA      | Університет Вашингтона у Сент-Луїсі | Сент-Луїс, Міссурі      | Андерсон Купер Марта Раддац | TBD                           |
| П3                                                     | 19 жовтня 2016  | TBA      | Університет Невади                  | Лас-Вегас, Невада       | Кріс Волланс                | TBD                           |
| П4                                                     | 25 жовтня 2016  | 16:00 MT | Колорадський університет у Боулдері | Боулдер, Колорадо       | TBA                         | TBD                           |
| = Фінансується CPD; = Фінансується Фондом Free & Equal |                 |          |                                     |                         |                             |                               |

## Скандали
Як правило, вибори президента відбуваються із скандалами. Найбільшими з них стали зламування поштових скриньок кількох партій і публікації їх змісту в інтернеті, а також було повідомлення про зламування поштової скриньки Гілларі Клінтон. ЦРУ та ФБР небезпідставно вважають це справою російських спецслужб. Американські високопосадовці заявили, що у відповідь нанесуть кіберудар у відповідь, у час і спосіб, зручний для США.
29 жовтня ФБР поновило розслідування, пов'язане з використанням Гілларі Клінтон особистого поштового сервера для робочого листування на посаді Держсекретаря США
5 листопада низка ЗМІ повідомила про те, що американські хакери зламали урядові та військові комп'ютерні мережі Росії.
29 грудня США вирішили вислати з країни 35 російських дипломатів і закрити 2 дипломатичні установи Росії в США. Також Мінфін США ввів санкції проти російських чиновників і хакерів, що були причетні до хакерських атак. Перед цим на сайті Комп'ютерної команди екстреної готовності США (US-CERT) було опубліковано звіт про кібератаки Росії.
У червні 2017 р. ЗМІ опублікували секретну доповідь АНБ про втручання РФ у вибори в США

## Опитування
- Nationwide opinion polling for the United States presidential election, 2016[en]
- Statewide opinion polling for the United States presidential election, 2016[en]